# Corydoras gomezi
Corydoras gomezi es una especie de pez de la familia Callichthyidae en el orden de los Siluriformes.

## Morfología
• Los machos pueden llegar alcanzar los 3,7 cm de longitud total.

## Distribución geográfica
Se encuentran en Sudamérica: río Amazonas cerca de la frontera entre Colombia y Brasil.